# Palazzo del convento dell'Egiziaca a Pizzofalcone
Il palazzo del convento dell'Egiziaca a Pizzofalcone è un palazzo monumentale di Napoli, situato in via Egiziaca a Pizzofalcone, sull'omonima collina, nel quartiere San Ferdinando.
Si ha traccia di documenti di compravendita del palazzo già nel maggio 1580.
Il  convento di Santa Maria Egiziaca a Pizzofalcone ebbe origine nella prima metà del '600, grazie a cinque suore di Sant'Agostino di nobile famiglia: Teresa Tocco, Maria Francesca Lombardo, Eustachia Caracciolo, Eugenia Mattadara e Dorotea Severino. Queste cinque sorelle lasciarono il monastero di Santa Maria Egiziaca Maggiore (Chiesa di Santa Maria Egiziaca a Forcella) per trasferirsi sulla collina di Pizzofalcone per fondarvi un nuovo convento più rispondente alle regole di vita in clausura
.

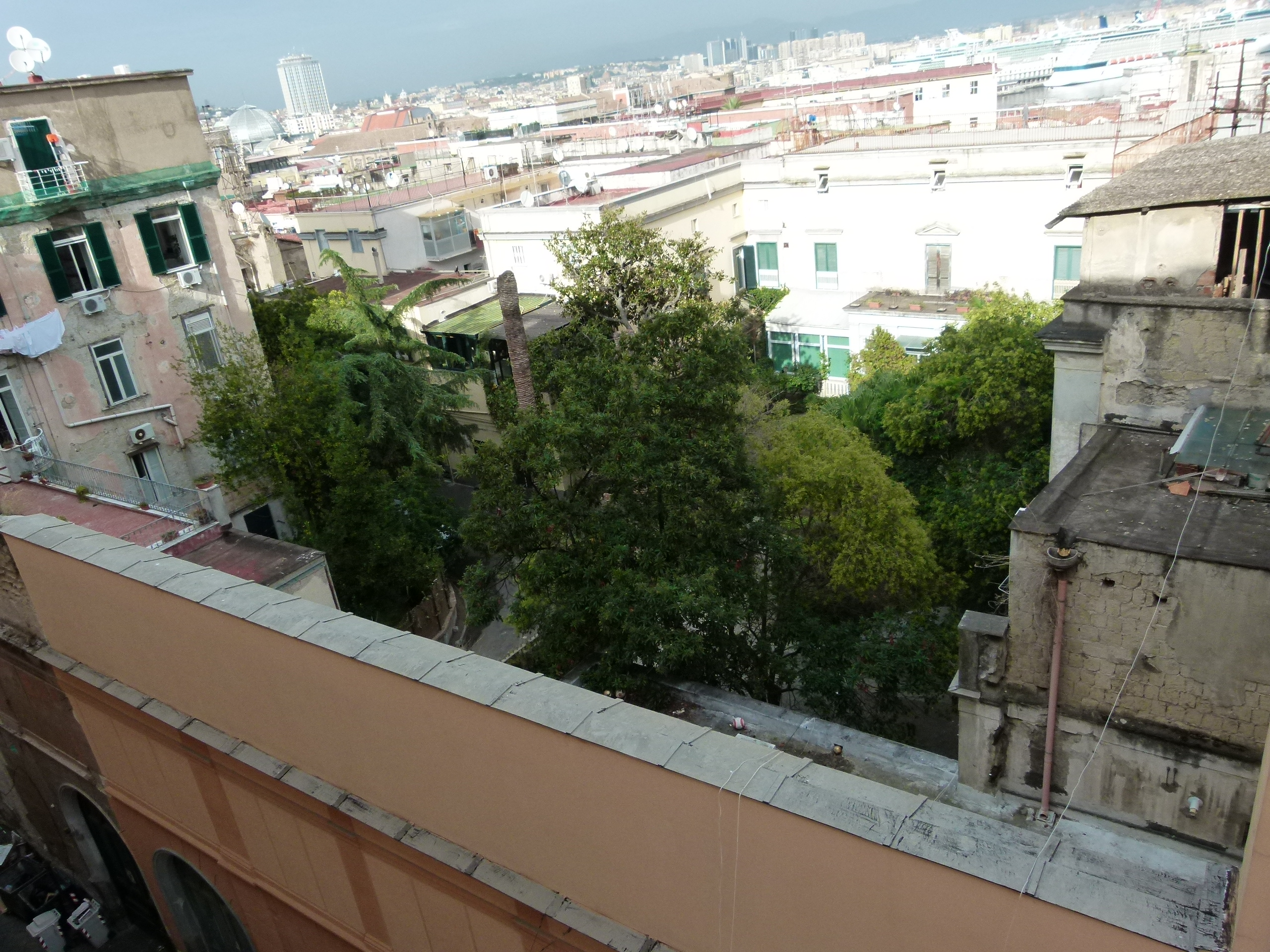
Giardino del palazzo del convento dell’Egiziaca a Pizzofalcone

Nel 1639 le suore agostiniane occuparono un palazzo con giardino in via Egiziaca a Pizzofalcone. Il palazzo edificato nel secolo precedente da Don Luigi de Toledo e lo trasformarono in convento con annessa una piccola chiesa.
Il nome di via Egiziaca a Pizzofalcone deriva proprio dall'insediamento delle suore agostiniane, devote di Santa Maria Egiziaca, su questa strada.
Nel 1648 il complesso fu ampliato grazie alle elargizioni del viceré Don Giovanni d'Austria. La piccola chiesa contigua al convento venne rifondata. I lavori di quella che diventerà la Chiesa di Santa Maria Egiziaca a Pizzofalcone furono affidati all'architetto Cosimo Fanzago. Per vari problemi l'opera fu terminata solo nel 1716 sotto la direzione dell'architetto Arcangelo Guglielmelli.
Le monache agostiniane vissero in clausura nel complesso di Pizzofalcone fino a quando l'ordine fu soppresso, nel 1808.
Oggi il palazzo è adibito ad uso residenziale.